# Spilosoma semirosea
Spilosoma semirosea är en fjärilsart som beskrevs av Butler 1887. Spilosoma semirosea ingår i släktet Spilosoma och familjen björnspinnare. Inga underarter finns listade i Catalogue of Life.